# The Year of R’n’G
The Year of R’n’G – debiutancki album studyjny holenderskiego duetu muzycznego R’n’G, wydany w 23 marca 1998 roku przez Urban Records.
Nagrania w Polsce uzyskały status złotej płyty.

## Lista utworów
Źródło: Discogs
| Nr  | Tytuł                                         | Długość |
| --- | --------------------------------------------- | ------- |
| 1.  | „Darlin’ ... I Think About You!”              | 3:52    |
| 2.  | „Open Up Your Mind”                           | 3:52    |
| 3.  | „187 Ways”                                    | 3:50    |
| 4.  | „Never Had a Dream Come True”                 | 3:40    |
| 5.  | „Just When You Think (Tell Me What I Can Do)” | 2:39    |
| 6.  | „Here Comes the Sun”                          | 4:06    |
| 7.  | „Can't U Ce?”                                 | 4:15    |
| 8.  | „Can't Talk About It”                         | 3:26    |
| 9.  | „Rhythm of My Heart”                          | 3:59    |
| 10. | „Everybody Needs Somebody”                    | 3:52    |
| 11. | „I Gave You Love”                             | 3:24    |

## Notowania na listach sprzedaży
| Kraj       | Lista (1998)   | Najwyższa pozycja |
| ---------- | -------------- | ----------------- |
| Niemcy     | Albums Top 100 | 23                |
| Szwajcaria | Alben Top 50   | 31                |